# Marc Meiling
Marc Meiling (* 22. März 1962 in Stuttgart) ist ein ehemaliger deutscher Judoka.
Er gewann im Halbschwergewicht bei den Olympischen Spielen 1988 in Seoul eine Silbermedaille. Dafür wurde ihm das Silberne Lorbeerblatt verliehen. Er kämpfte jahrelang mit seinem Heimatverein VfL Sindelfingen in der 1. Judobundesliga.

## Erfolge
- Deutsche Meisterschaften:1984, 1988, 1989, 1990 jeweils 1. Platz
- Weltcup Deutschland: 1993, 1994 jeweils 1. Platz
- Europameisterschaften: 1987, 1989 jeweils 3. Platz
- Europameisterschaften: 1990 2. Platz
- Weltmeisterschaften: 1989, 1991, 1993 jeweils 3. Platz
- Teilnahme Olympische Spiele 1984 (Los Angeles)
- Olympische Sommerspiele 1988 Seoul; 2. Platz